# Linienfrachter

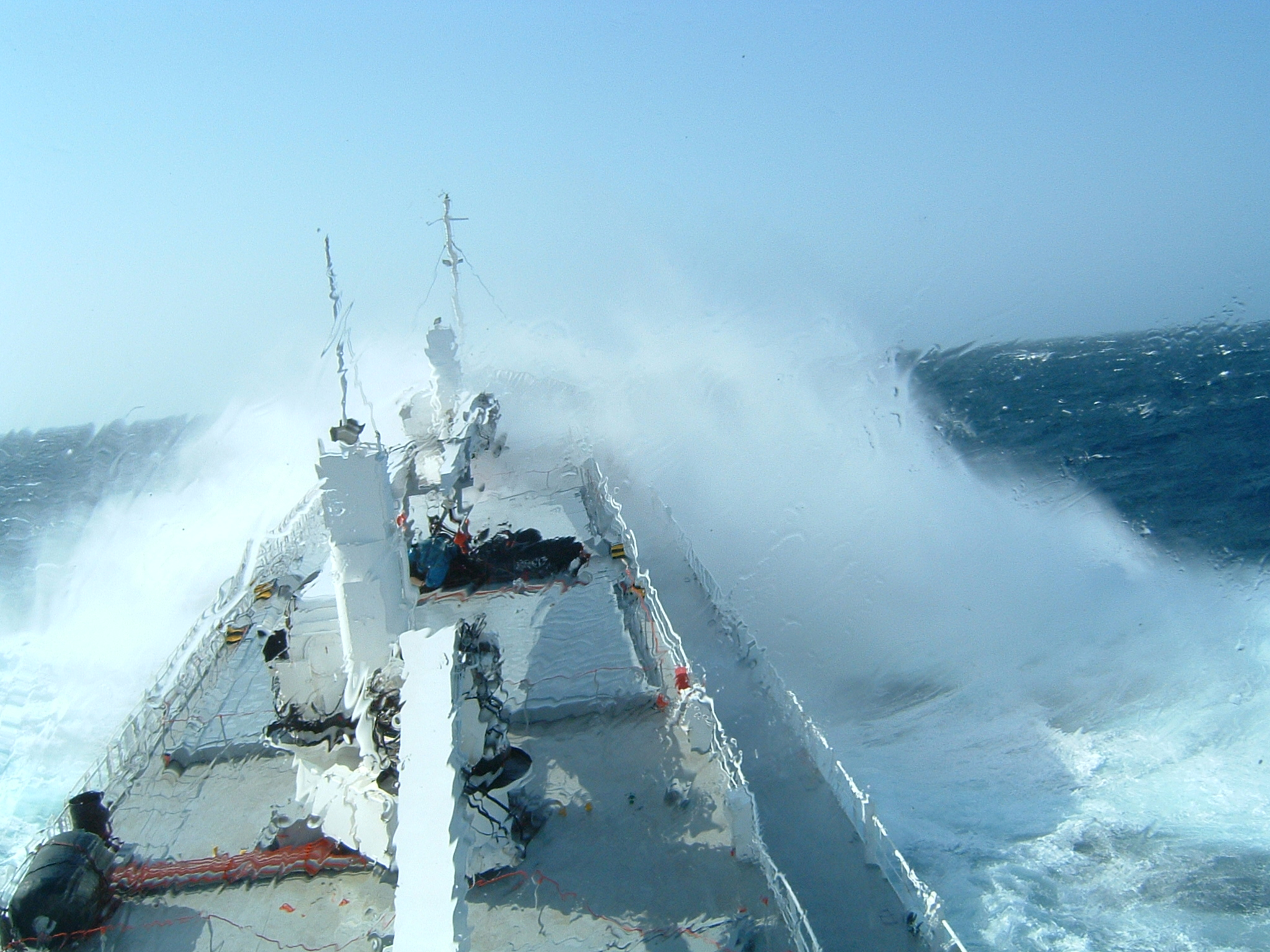
Frachtschiff

Ein Linienfrachter ist ein Frachtschiff, das zwischen zwei oder mehreren festgelegten Häfen regelmäßig verkehrt.
Eine solche Linie ist ein von einer Reederei oder anderen Institutionen eingerichtetes Netz von Schiffsverbindungen. Bedient eine Reederei von Hamburg aus regelmäßig (z. B. wöchentlich) mehrere japanische Häfen, so ist es für sie die Japan-Linie oder auch Ostasien-Linie oder sie gibt dieser Linie einen anderen Namen, der aber immer auf den oder die Zielhäfen oder deren Region hinweist.
Ein Linienfrachter befördert eine große Vielzahl von Gütern – vorwiegend Stückgut, aber auch Massengut – als so genannte Basisladung nach einem festen Fahrplan zwischen einer oft großen Zahl von Anlaufhäfen.
Hauptkennzeichen dieser Schiffe sind große Laderäume, mehrere Decks, auf denen die häufig kleinen Ladungspartien so gestaut werden müssen, dass sie im Zielhafen ohne Umstauen entladen werden können, leistungsfähiges Ladegeschirr, Spezialeinrichtungen für hochwertige Güter (Verschlussräume, Kühlräume, Süßöltanks), Schwergutladegeschirr.
Die Geschwindigkeit der Linienfrachter stieg von etwa 8 bis 10 Knoten vor dem Ersten Weltkrieg auf etwa 20 bis 22 Knoten in den 1960er Jahren.